# Tenuipalpus vexus
Tenuipalpus vexus är en spindeldjursart som beskrevs av De Leon 1965. Tenuipalpus vexus ingår i släktet Tenuipalpus och familjen Tenuipalpidae. Inga underarter finns listade i Catalogue of Life.